# Úlovice
Úlovice (starším názvem Oulovice) je malá vesnice, část městyse Ročov v okrese Louny. Nachází se asi 2,5 km na severovýchod od Ročova. V roce 2009 zde bylo evidováno 50 adres. V roce 2011 zde trvale žilo 45 obyvatel.
Úlovice je také název katastrálního území o rozloze 2,57 km².

## Historie
První písemná zmínka o obci pochází z roku 1357.

## Obyvatelstvo
|                                                                     | 1869 | 1880 | 1890 | 1900 | 1910 | 1921 | 1930 | 1950 | 1961 | 1970 | 1980 | 1991 | 2001 | 2011 |
| ------------------------------------------------------------------- | ---- | ---- | ---- | ---- | ---- | ---- | ---- | ---- | ---- | ---- | ---- | ---- | ---- | ---- |
| Obyvatelé                                                           | 296  | 284  | 268  | 267  | 280  | 255  | 234  | 146  | 114  | 101  | 77   | 60   | 47   | 45   |
| Domy                                                                | 46   | 46   | 46   | 50   | 51   | 50   | 52   | 49   | .    | 36   | 28   | 42   | 41   | 42   |
| Počet domů z roku 1961 je zahrnut v celkovém počtu domů obce Ročov. |      |      |      |      |      |      |      |      |      |      |      |      |      |      |

## Osobnosti
Úlovice byly v 19. a počátkem 20. století domovskou obcí lidových loutkářů Kaiserových. Z tohoto rodu pocházel i Rudolf Kaiser, který byl v roce 1947 in memoriam vyznamenán za zásluhy o československé loutkařství. Nenarodil se v Úlovicích, což nebylo u kočujících umělců žádnou výjimkou. Úlovice byly jeho domovem, stejně jako jeho otce Františka Kaisera, děda Matyáše Kaisera a praděda Vilema Kaisera.
Z Úlovic pochází také mistryně světa ve sportovním aerobiku Adéla Citová. V roce 2018 dosáhla teprve ve svých devatenácti letech jako třetí Češka v dějinách na zlatou medaili z tohoto sportovního odvětví. Před ní to dokázaly jen Olga Šípková a Denisa Barešová.

## Galerie

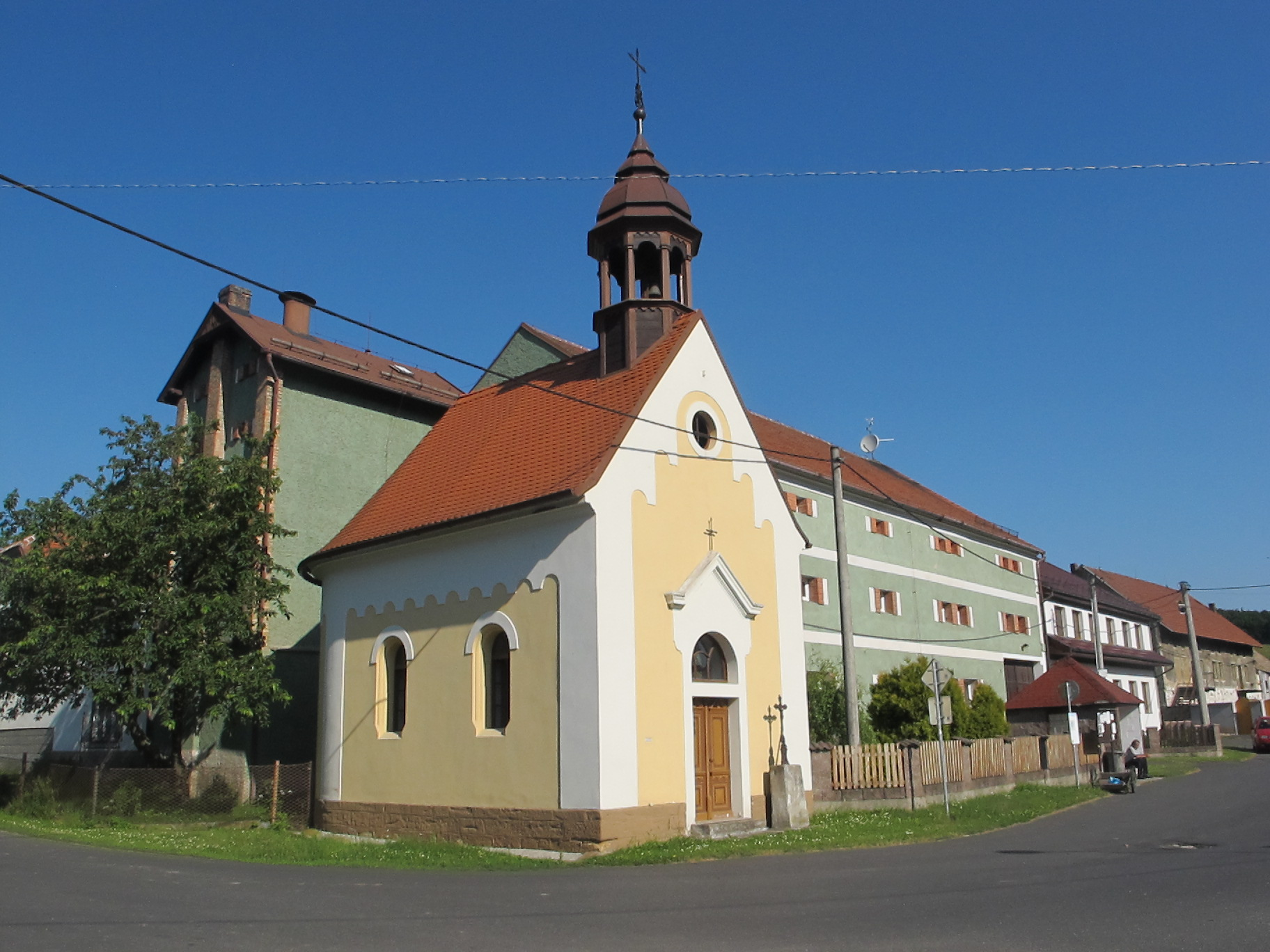
Novorománská kaple
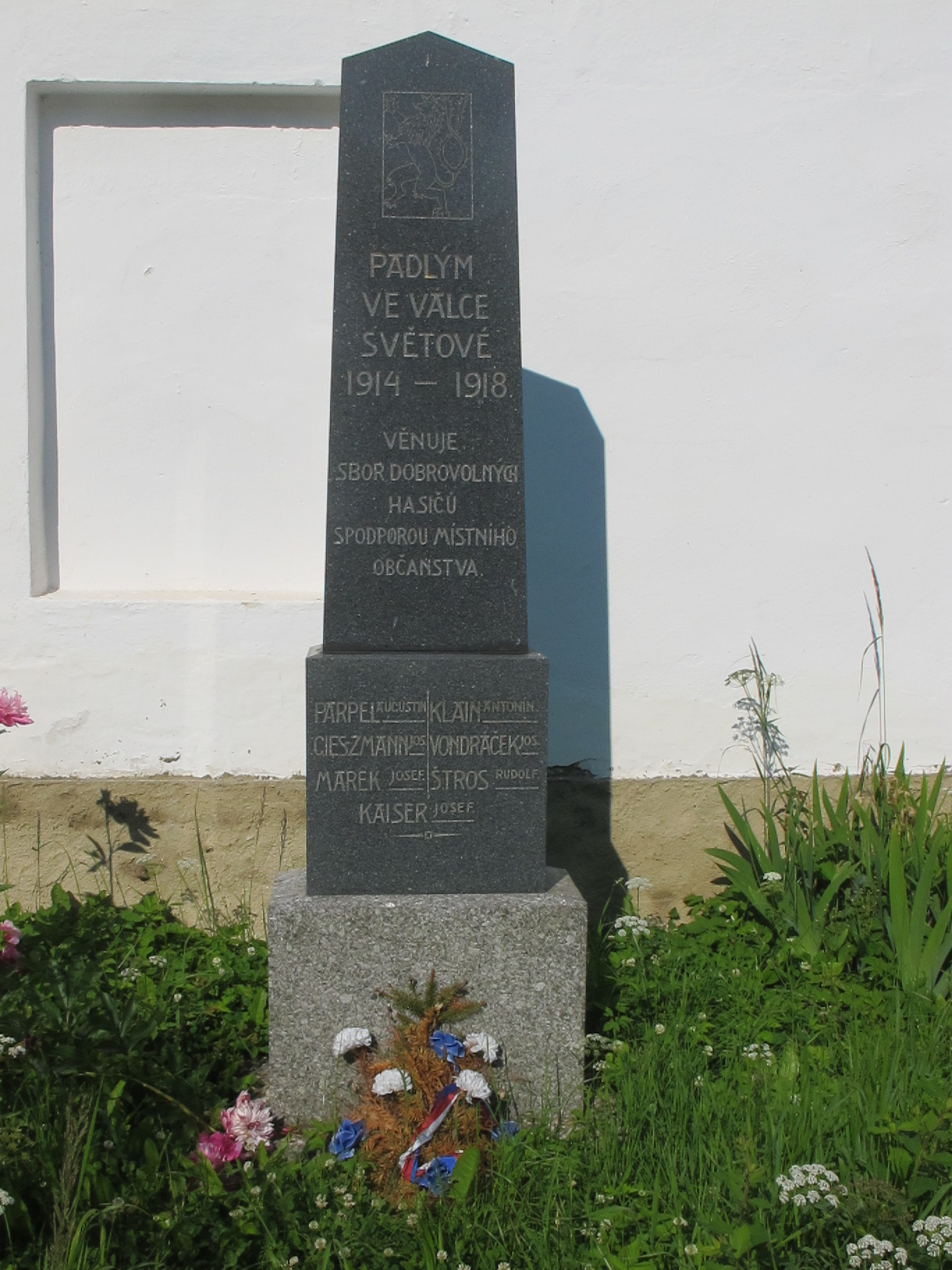
Pomník padlým z první světové války
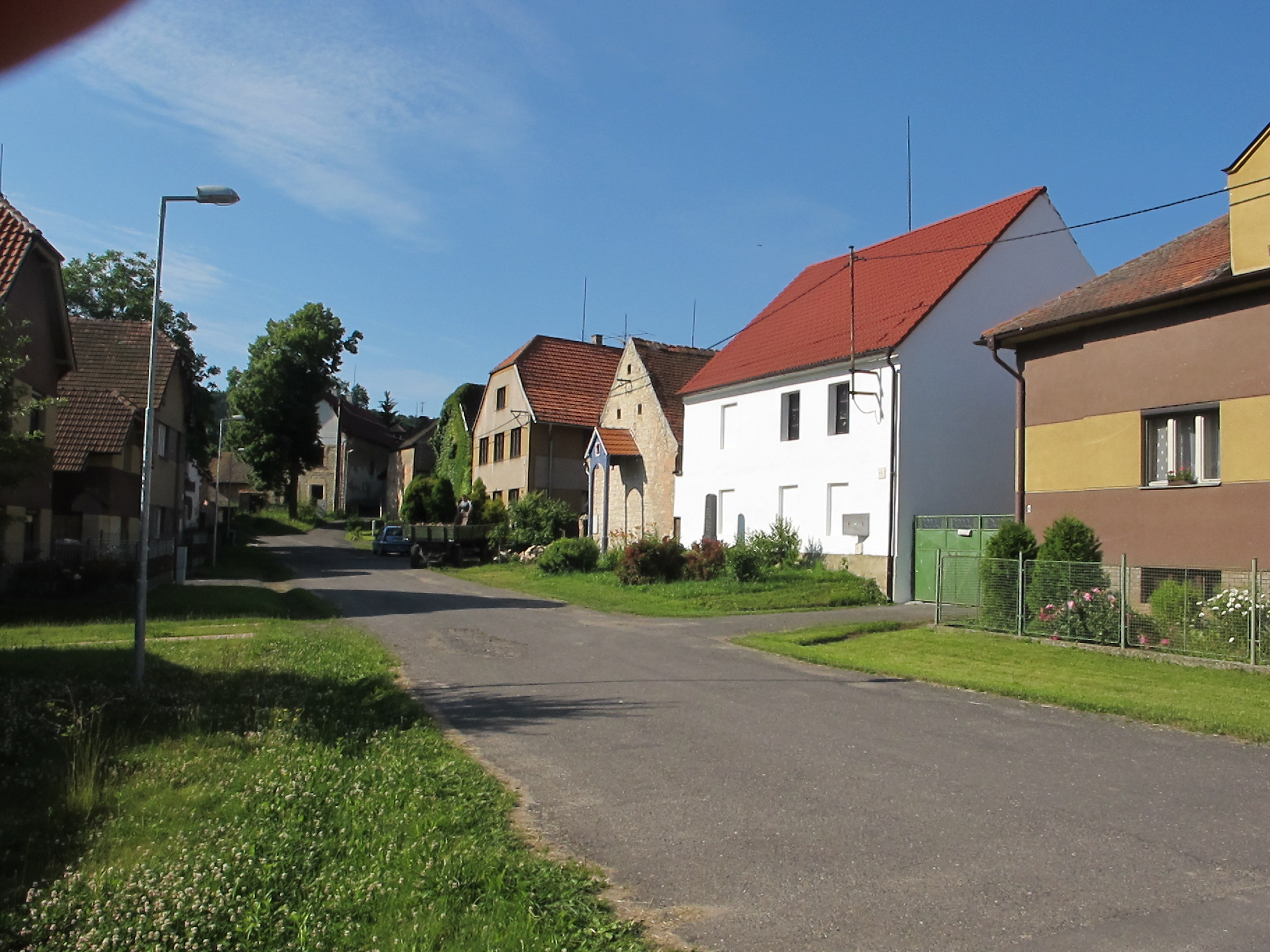
Průjezdní ulice v Úlovicích